# ネッド・ボーマン
ネッド・ボーマン（Ned Beauman、1985年 - ）は英国の小説家でありジャーナリストである。彼はPersephone Booksの創設者Nicola Beaumanの息子である。また、小説に加えて、雑誌記事や文芸批評などをガーディアン、The White Review、ロンドン・レビュー・オブ・ブックス やDazed & Confusedに寄稿していた。

## 作品
- 2010 Boxer, Beetle
- 2012 The Teleportation Accident
- 2014 Glow